# Lac Ajigol
Le lac Ajigol (en persan : دریاچه آجی گل) est un lac situé à 75 km au nord de la ville de Gonbad-e kavus dans la province du Golestan en Iran.

## Présentation
Sa superficie est de 320 ha.
On considère qu'Ajigol est un lac eutrophe.
Ce lac fait partie d'un site Ramsar avec ses deux voisins le lac Ulmagol et le lac Alagol. Ce site qui était en danger, est maintenant réhabilité.

## Faune
Les poissons sont représentés notamment par trois espèces indigènes (Rutilus rutilus, Capoeta capoeta et Cyprinus carpio) et deux exogènes (Hemiculter leucisculus, Carassius auratus et Gambusia holbrooki).